# Saarland Hurricanes
I Saarland Hurricanes sono una squadra di football americano di Saarbrücken, in Germania.

## Storia
Fondati nel 1982 come Saarlouis Hurrikans, sono diventati Dillingen Hurrikans nel 1984 e Dillingen Steelhawks nel 1989 (in seguito all'incorporazione dei giocatori dei Saarlouis Wölfe); nel 1996 si sono fusi con i Saarbrücken Wölfe (fra il 1989 e il 1991 chiamati Saarbrücken Ghostbusters), assumendo il nome Saarland Hurricanes.

## Dettaglio stagioni

### Tornei nazionali

#### Campionato

##### GFL
| Stagione | regular season | regular season | regular season | regular season | regular season | regular season | playoff | playoff | playoff | playoff | playoff | playoff          | playoff            |
|          | Vin            | Par            | Per            | Tot            | PF             | PS             | Vin     | Per     | Tot     | PF      | PS      | risultato        | avversaria         |
| -------- | -------------- | -------------- | -------------- | -------------- | -------------- | -------------- | ------- | ------- | ------- | ------- | ------- | ---------------- | ------------------ |
| 2001     | 1              | 1              | 10             | 12             | 199            | 478            | -       | -       | -       | -       | -       | -                | -                  |
| 2002     | 1              | 2              | 9              | 12             | 188            | 400            | -       | -       | -       | -       | -       | -                | -                  |
| 2003     | 4              | 1              | 7              | 12             | 204            | 422            | -       | -       | -       | -       | -       | -                | -                  |
| 2004     | 1              | 0              | 9              | 10             | 162            | 265            | -       | -       | -       | -       | -       | -                | -                  |
| 2005     | 5              | 0              | 5              | 10             | 294            | 298            | -       | -       | -       | -       | -       | -                | -                  |
| 2006     | 3              | 0              | 9              | 12             | 154            | 333            | -       | -       | -       | -       | -       | -                | -                  |
| 2007     | 1              | 0              | 11             | 12             | 88             | 378            | 0       | 2       | 2       | 9       | 73      | Retrocessi       | Munich Cowboys     |
| 2011     | 2              | 0              | 11             | 13             | 194            | 363            | -       | -       | -       | -       | -       | -                | -                  |
| 2012     | 3              | 1              | 10             | 14             | 366            | 479            | -       | -       | -       | -       | -       | -                | -                  |
| 2013     | 5              | 0              | 9              | 14             | 297            | 389            | -       | -       | -       | -       | -       | -                | -                  |
| 2014     | 6              | 0              | 8              | 14             | 426            | 432            | -       | -       | -       | -       | -       | -                | -                  |
| 2015     | 8              | 0              | 6              | 14             | 419            | 342            | 0       | 1       | 1       | 17      | 54      | Quarti di finale | New Yorker Lions   |
| 2016     | 8              | 0              | 6              | 14             | 415            | 370            | 0       | 1       | 1       | 7       | 43      | Quarti di finale | Dresden Monarchs   |
| 2017     | 2              | 0              | 12             | 14             | 186            | 469            | 1       | 1       | 2       | 47      | 64      | Retrocessi       | Kirchdorf Wildcats |
| 2021     | 8              | 0              | 2              | 10             | 332            | 147            | 1       | 1       | 2       | 35      | 53      | Semifinale       | Dresden Monarchs   |
| 2022     | 4              | 0              | 6              | 10             | 348            | 302            | -       | -       | -       | -       | -       | -                | -                  |
| Totale   | 62             | 5              | 130            | 197            | 4072           | 5767           | 2       | 6       | 8       | 115     | 287     |                  |                    |

Fonti: Enciclopedia del Football - A cura di Roberto Mezzetti

##### 2. Bundesliga/GFL2
| Stagione | regular season | regular season | regular season | regular season | regular season | regular season | playoff | playoff | playoff | playoff | playoff | playoff      | playoff             |
|          | Vin            | Par            | Per            | Tot            | PF             | PS             | Vin     | Per     | Tot     | PF      | PS      | risultato    | avversaria          |
| -------- | -------------- | -------------- | -------------- | -------------- | -------------- | -------------- | ------- | ------- | ------- | ------- | ------- | ------------ | ------------------- |
| 1983     | 1              | 0              | 6              | 7              | 50             | 158            | -       | -       | -       | -       | -       | -            | -                   |
| 1984     | 3              | 0              | 10             | 13             | 132            | 436            | -       | -       | -       | -       | -       | -            | -                   |
| 1985     | 3              | 0              | 7              | 10             | 125            | 259            | -       | -       | -       | -       | -       | -            | -                   |
| 1986     | 1              | 0              | 4              | 5              | 37             | 172            | -       | -       | -       | -       | -       | -            | -                   |
| 1994     | 4              | 0              | 8              | 12             | 144            | 224            | -       | -       | -       | -       | -       | -            | -                   |
| 1996     | 8              | 0              | 6              | 14             | 314            | 224            | -       | -       | -       | -       | -       | -            | -                   |
| 1997     | 8              | 3              | 1              | 12             | 233            | 157            | 0       | 2       | 2       | 13      | 53      | Non promossi | Stuttgart Scorpions |
| 1998     | 9              | 0              | 5              | 14             | 314            | 204            | -       | -       | -       | -       | -       | -            | -                   |
| 1999     | 11             | 0              | 3              | 14             | 474            | 236            | -       | -       | -       | -       | -       | -            | -                   |
| 2000     | 12             | 0              | 2              | 14             | 392            | 174            | 2       | 0       | 2       | 60      | 22      | Promossi     | Landsberg Express   |
| 2008     | 4              | 0              | 8              | 12             | 271            | 273            | -       | -       | -       | -       | -       | -            | -                   |
| 2009     | 8              | 0              | 6              | 14             | 355            | 286            | -       | -       | -       | -       | -       | -            | -                   |
| 2010     | 12             | 0              | 2              | 14             | 381            | 197            | -       | -       | -       | -       | -       | -            | -                   |
| 2018     | 9              | 1              | 3              | 13             | 509            | 273            | -       | -       | -       | -       | -       | -            | -                   |
| 2019     | 9              | 0              | 3              | 12             | 501            | 183            | -       | -       | -       | -       | -       | -            | -                   |
| Totale   | 102            | 4              | 74             | 180            | 3996           | 3140           | 2       | 2       | 4       | 73      | 75      |              |                     |

Fonti: Enciclopedia del Football - A cura di Roberto Mezzetti

##### DBL2
| Stagione | regular season | regular season | regular season | regular season | regular season | regular season | playoff | playoff | playoff | playoff | playoff | playoff   | playoff    |
|          | Vin            | Par            | Per            | Tot            | PF             | PS             | Vin     | Per     | Tot     | PF      | PS      | risultato | avversaria |
| -------- | -------------- | -------------- | -------------- | -------------- | -------------- | -------------- | ------- | ------- | ------- | ------- | ------- | --------- | ---------- |
| 2016     | 3              | 1              | 4              | 8              | 156            | 219            | -       | -       | -       | -       | -       | -         | -          |
| 2017     | 2              | 1              | 3              | 6              | 116            | 98             | -       | -       | -       | -       | -       | -         | -          |
| Totale   | 5              | 2              | 7              | 14             | 262            | 317            | -       | -       | -       | -       | -       |           |            |

Fonti: Enciclopedia del Football - A cura di Roberto Mezzetti

##### Regionalliga/Verbandsliga (terzo livello)
| Stagione | regular season | regular season | regular season | regular season | regular season | regular season | playoff | playoff | playoff | playoff | playoff | playoff          | playoff             |
|          | Vin            | Par            | Per            | Tot            | PF             | PS             | Vin     | Per     | Tot     | PF      | PS      | risultato        | avversaria          |
| -------- | -------------- | -------------- | -------------- | -------------- | -------------- | -------------- | ------- | ------- | ------- | ------- | ------- | ---------------- | ------------------- |
| 1987     | 6              | 0              | 2              | 8              | 149            | 124            | -       | -       | -       | -       | -       | -                | -                   |
| 1988     | 2              | 0              | 2              | 4              | 46             | 26             | -       | -       | -       | -       | -       | -                | -                   |
| 1989     | 3              | 0              | 1              | 4              | 49             | 52             | 0       | 1       | 1       | 0       | 19      | Quarti di finale | Eschwege Legionäre  |
| 1990     | 5              | 0              | 2              | 7              | 118            | 31             | -       | -       | -       | -       | -       | -                | -                   |
| 1992     | 7              | 0              | 3              | 10             | 160            | 86             | -       | -       | -       | -       | -       | -                | -                   |
| 1993     | 10             | 0              | 0              | 10             | 245            | 48             | 2       | 0       | 2       | 48      | 28      | Promossi         | Stuttgart Stallions |
| 1995     | 7              | 0              | 2              | 9              | 232            | 137            | -       | -       | -       | -       | -       | -                | -                   |
| Totale   | 40             | 0              | 12             | 52             | 997            | 504            | 2       | 1       | 3       | 48      | 47      |                  |                     |

Fonti: Enciclopedia del Football - A cura di Roberto Mezzetti

##### Verbandsliga (quarto livello)/Oberliga
| Stagione | regular season | regular season | regular season | regular season | regular season | regular season | playoff | playoff | playoff | playoff | playoff | playoff   | playoff             |
|          | Vin            | Par            | Per            | Tot            | PF             | PS             | Vin     | Per     | Tot     | PF      | PS      | risultato | avversaria          |
| -------- | -------------- | -------------- | -------------- | -------------- | -------------- | -------------- | ------- | ------- | ------- | ------- | ------- | --------- | ------------------- |
| 1991     | 7              | 0              | 0              | 7              | 200            | 38             | 1       | 1       | 2       | 50      | 41      | Promossi  | Mainz Golden Eagles |
| 1999     | 0              | 0              | 9              | 9              | 0              | 180            | -       | -       | -       | -       | -       | -         | -                   |
| 2000     | 0              | 0              | 8              | 8              | 0              | 160            | -       | -       | -       | -       | -       | -         | -                   |
| 2018     | 4              | 0              | 6              | 10             | 129            | 185            | -       | -       | -       | -       | -       | -         | -                   |
| 2019     | 6              | 0              | 2              | 8              | 193            | 113            | -       | -       | -       | -       | -       | -         | -                   |
| Totale   | 17             | 0              | 25             | 42             | 522            | 676            | 1       | 1       | 2       | 50      | 41      |           |                     |

Fonti: Enciclopedia del Football - A cura di Roberto Mezzetti

##### Landesliga
| Stagione | regular season | regular season | regular season | regular season | regular season | regular season | playoff | playoff | playoff | playoff | playoff | playoff   | playoff    |
|          | Vin            | Par            | Per            | Tot            | PF             | PS             | Vin     | Per     | Tot     | PF      | PS      | risultato | avversaria |
| -------- | -------------- | -------------- | -------------- | -------------- | -------------- | -------------- | ------- | ------- | ------- | ------- | ------- | --------- | ---------- |
| 2011     | 4              | 0              | 4              | 8              | 182            | 162            | -       | -       | -       | -       | -       | -         | -          |
| 2017     | 2              | 0              | 6              | 8              | 67             | 277            | -       | -       | -       | -       | -       | -         | -          |
| Totale   | 6              | 0              | 10             | 16             | 249            | 439            | -       | -       | -       | -       | -       |           |            |

Fonti: Enciclopedia del Football - A cura di Roberto Mezzetti

##### Aufbauliga
| Stagione | regular season | regular season | regular season | regular season | regular season | regular season | playoff | playoff | playoff | playoff | playoff | playoff   | playoff    |
|          | Vin            | Par            | Per            | Tot            | PF             | PS             | Vin     | Per     | Tot     | PF      | PS      | risultato | avversaria |
| -------- | -------------- | -------------- | -------------- | -------------- | -------------- | -------------- | ------- | ------- | ------- | ------- | ------- | --------- | ---------- |
| 2002     | 5              | 0              | 1              | 6              | 226            | 67             | -       | -       | -       | -       | -       | -         | -          |
| 2003     | 4              | 0              | 2              | 6              | 210            | 64             | -       | -       | -       | -       | -       | -         | -          |
| 2004     | 6              | 0              | 0              | 6              | 318            | 61             | -       | -       | -       | -       | -       | -         | -          |
| 2005     | 5              | 0              | 1              | 6              | 164            | 88             | -       | -       | -       | -       | -       | -         | -          |
| Totale   | 20             | 0              | 4              | 24             | 918            | 280            | -       | -       | -       | -       | -       |           |            |

Fonti: Enciclopedia del Football - A cura di Roberto Mezzetti

### Riepilogo fasi finali disputate
| Anno                 | Luogo                        | Evento | Fase del torneo         | Incontro                                 | Risultato        |
| 16-30 settembre 2017 | Neunkirchen/Kirchdorf am Inn | GFL    | Spareggio retrocessione | Saarland Hurricanes - Kirchdorf Wildcats | 28 - 21; 19 - 43 |
| 25 settembre 2021    | Dresda                       | GFL    | Semifinale              | Dresden Monarchs - Saarland Hurricanes   | 37 - 0           |